# Drozd (sistema de protección activa)
El sistema de protección activa Drozd (en ruso: Дрозд, молочница, o "tordo"), el cual fue desarrollado durante la época de la Unión Soviética, hecho para incrementar la capacidad de supervivencia de sus tanques frente a los sistemas de misiles o de Granadas propulsadas por cohetes en 1978. Hoy día es usado por países que quieren revituallar tanques T-55 sin incurrir en costes elevados por su actualización. 

## Historia
Es considerado como el primer sistema de su género, creado en 1977–78 por el ingeniero A. Shipunov en el Buró de diseño KBP, y denominado por este como el Kompleks 1030M-01. Este proyecto, inicialmente concebido para el ejército; sería abandonado por éstos y retomado por la Armada soviética, para su infantería naval para incrementar la protección para los modelos de tanques tales como el T-55, ya que los más actuales T-72 resultaron ser muy problemáticos en sus despliegues desde los buques de apostaje y desembarco empleados por ellos. Debido a su tamaño y peso, aparte de que el desarrollo del Drozd (con un costo de $170 millones de rublos) resulta mucho más barato que un nuevo desarrollo en tanques. Los T-55 y T-55M estándar fueron mejorados y equipados con el sistema Drozd en la Planta de reparaciones de blindados en la ciudad de Lviv, Ucrania, y se mantuvieron almacenados como vehículos de reserva estratégica. Los blindados reconstruidos con dicho kit fueron redesignados como T-55AD, o T-55AD1 si poseían el nuevo motor V-46. El SPA Drozd sería luego reemplazado por el Kontakt-5; más sencillo y simple y que era un adosaje de chapas de blindaje explosivo.

## Descripción
El sistema Drozd usa un radar que funciona en las bandas hasta de 24.5 GHz de Efecto Doppler para detectar los impactos provenientes de otros blindados que se desplazan hasta una velocidad de entre 70 y 700 m/s (para prevenir el encarar blancos pequeños u proyectiles de armas de infantería o de otros proyectiles de alta velocidad). Su computador determina cuando un proyectil es capaz de impactar con un tamaño (calibre) de hasta 107 mm. Estando hasta una distancia de 7 metros el sistema Drozd inmediatamente dispersa una nube de metralla de acero para destruir el proyectil proveniente del cañón enemigo. El sistema Drozd es relativamente complejo, requiriendo del uso de un sistema de radar de arrastre y de dos lanzaderas en los costados de la torreta del blindado al que equipe, y una computadora independiente de la de a bordo del tanque en la parte trasera de la misma. Uno de los desperfectos del sistema Drozd es que su rango de acción es de hasta 60 grados de elevación y de arco en la parte delantera de la torreta únicamente. Cada unidad tiene un coste de cerca de USD$30,000. 

## Uso
Siendo probado en la invasión de Afganistán de 1979 frente al despliegue de sistemas RPG en varios combates, se mostró hasta un 80% efectivo, pero probó también tener un alto grado de daño colateral contra las tropas que se cubrían en los blindados usados como escudo frente a emboscadas.

## Exportación y usuarios
El sistema Drozd-1 fue exportado en pequeñas cantidades a China y a un usuario militar no conocido en Medio Oriente. Posteriormente dicho modelo sería descontinuado. Una variante mejorada, el Drozd-2; sería desarrollado para incrementar el rango de protección hasta los 120 grados de traverso y le serían añadidos más lanzaderas de proyectiles. Incluso a un tanque T-80 le fue instalado un sistema como demostrador de su viabilidad, sin ser oficialmente usado. Un sistema de protección activa más sofisticado contra todo tipo de cargas fue desarrollado, siendo su sustituto como sistema de protección. Este es conocido actualmente como el sistema Arena.